# Zdrowie osób LGBT
Zdrowie osób LGBT – obejmuje zagadnienia medyczne, dostępu do opieki oraz kwestie zdrowotne dotyczące lesbijek, gejów, osób biseksualnych i transpłciowych (LGBT). Według organizacji Gay and Lesbian Medical Association oraz Centers for Disease Control and Prevention kwestie związane ze zdrowiem osób LGBT zasadniczo różnią się względem populacji ogólnej, obejmując w szczególności: częstsze zakażenia wirusem HIV (wywołującym zespół nabytego niedoboru odporności), problemy z chorobami przenoszonymi drogą płciową, niektóre nowotwory (w tym raka piersi oraz szyjki macicy), zapalenia wątroby, problemy ze zdrowiem psychicznym (depresja), uzależnienia (np. palenie papierosów) i nadużywanie substancji psychoaktywnych. Większa skłonność do depresji, używek i zachowań autodestrukcyjnych są typową reakcją na wykluczenie społeczne, marginalizację i stygmatyzację ze strony reszty społeczeństwa.
Problem utrudnia fakt, iż osoby LGBT doświadczają stygmatyzacji i homofobii ze strony pracowników służby zdrowia; na jakość opieki wpływają również braki wiedzy lekarzy na temat specyfiki zdrowotnej tej grupy oraz sytuacji, w której się mogą znajdować (np. brak profesjonalnej edukacji seksualnej, dostępu do wiedzy o bezpiecznym seksie, niechęć i wykluczenie ze strony społeczeństwa).

## Społeczność LGBT a służba zdrowia
Barierami w dostępie do opieki zdrowotnej u osób LGBT są: dyskryminacja, homofobia i transfobia, która nadal zdarza się w placówkach zdrowotnych, brak równouprawnienia w miejscu pracy i w sektorze ubezpieczeń zdrowotnych oraz brak kompetentnej opieki ze względu na znikome przygotowanie medyczne z zakresu zdrowia osób LGBT w szkołach medycznych.
„Generalnie, charakterystyczne potrzeby zdrowotne lesbijek pozostają niezauważone, są uznawane za nieistotne lub są po prostu ignorowane” (DeBold, 2007; Weisz, 2009).
Cytat ten pochodzi z artykułu „Marginalizowane matki: Lesbijki negocjujące usługi w ramach heteronormatywnej służby zdrowia”, który mówi o tym, jak retoryka heteronormatywna wpływa na sposób postrzegania związków lesbijek. Tego typu opinie prowadzą do przekonania, że szkolenia z zakresu opieki zdrowotnej mogą nie brać pod uwagę kwestii związanych z opieką zdrowotną nad osobami LGBT i sprawiają, że niektórzy członkowie społeczności LGBT czują, że mogą być wyłączeni z korzystania z opieki zdrowotnej bez żadnych konsekwencji zdrowotnych.
Pracownicy służby zdrowia, którzy mają znikomą lub zerową wiedzę na temat społeczności LGBT, mogą skutkować brakiem lub spadkiem jakości opieki zdrowotnej, jaką otrzymują takie rodziny. W badaniach przeprowadzonych w Izraelu stwierdzono, że lekarze często ignorują specyficzne potrzeby populacji LGBT i nie mają wystarczającej wiedzy w tym zakresie. Badania w USA i Izraelu pokazały, iż wiele osób należących do mniejszości seksualnych obawia się stygmatyzacji oraz przejawów homofobii ze strony pracowników służby zdrowia co bywa powodem unikania lub też opóźniania kontaktu z lekarzami. Z tego też powodu w Stanach Zjednoczonych zaleca się lekarzom używanie neutralnego słownictwa w rozmowie z pacjentką lub pacjentem oraz ich rodzinami, a także nie wykazywanie postaw homofobicznych. W obu tych krajach zaleca się także edukację lekarzy oraz studentów uczelni medycznych o potrzebach i specyfice pacjentów LGBT.
Zagadnieniem wymagającym uwagi jest względny brak oficjalnych danych na temat tożsamości płciowej, które osoby odpowiedzialne za politykę zdrowotną mogłyby wykorzystać do planowania, szacowania kosztów, wdrażania i oceny polityki zdrowotnej oraz programów mających na celu poprawę zdrowia populacji transseksualnej.
Kolejnym poważnym problemem jest homofobia wśród pracowników służby zdrowia, w tym także u studentów medycyny. W badaniu ankietowym, przeprowadzonych w 2008 roku w Polsce na grupie bywalców klubów LGBT, 3% osób uważających, że środowisko LGBT jest dyskryminowane w Polsce wskazało, że jednym ze środowisk lub instytucji dyskryminujących jest służba zdrowia. 11% osób z tego badania spośród deklarujących unikanie ujawnienia swojej orientacji odpowiedziało, że unikało ujawnienia swojej orientacji seksualnej w kontaktach ze służbą zdrowia.
Badania socjologiczne prowadzone w Kanadzie, USA oraz Wielkiej Brytanii pokazały, że osoby LGBT doświadczają dyskryminacji i nierówności w kwestii dostępu i korzystania z opieki zdrowotnej. Odnosząc się do sytuacji w USA, Anne Dohrenwend zasugerowała, że troska o bezpieczeństwo i równe prawa pacjentów LGBT oraz zapewnienie naukowości debacie społecznej na temat tej populacji jest jednym z zadań współczesnej medycyny.
Wskazuje się na konieczność edukowania studentów psychologii i medycyny w zakresie psychologii i seksuologii LGBT, ze względu na możliwą nietolerancję lekarzy i psychologów w stosunku do osób o orientacji innej niż heteroseksualna. Źródłem nietolerancji przejawianej przez lekarzy mogą być stereotypy dotyczące zagadnień medycznych w stosunku do społeczności LGBT.

## Kwestie zdrowotne dotyczące osób LGB

### Samotność
Badania wskazują, że osoby LGB częściej niż osoby heteroseksualne dotyka samotność (która jest zdrowotnym czynnikiem ryzyka); na największą samotność cierpią osoby, które doświadczyły lub spodziewają się negatywnego nastawienia względem siebie. Zmniejszenie poczucia osamotnienia wśród starszych osób LGB powinno koncentrować się na obniżeniu homonegatywności oraz usprawnieniu działalności społecznej dla osób starszych LGB.
W jednym z badań stwierdzono, że dojrzewający biseksualiści utrzymują słabsze kontakty społeczne niż heteroseksualiści.
Wykazano, że homoseksualiści z AIDS mają mniejszą progresję choroby jeśli pozostają w związkach partnerskich. Kwestia mniejszej zapadalności na STD została opisana poniżej; inne potencjalne korzyści ze związków wymagają dalszych badań.

### Choroby przenoszone drogą płciową
Chociaż do zwiększonego ryzyka chorób przenoszonych drogą płciową predysponują ryzykowne zachowania, a nie orientacja seksualna, to występują one częściej w populacji LGB. W latach 1990–2005 nastąpił wzrost zachorowalności na bakteryjne choroby przenoszone drogą płciową u dorosłych LGB, podczas gdy ogólna tendencja w całej populacji jest spadkowa. Zauważono, że osoby LGB chętniej niż heteroseksualiści uczą się na temat potencjalnych zagrożeń związanych z aktywnością seksualną.

### Palenie papierosów
Palenie papierosów względnie częściej występuje w populacji LGB; zależność ta dotyczy zwłaszcza kobiet. Pomimo tego populacja LGB wykazuje podobne nastawienie do kwestii palenia tytoniu, a także posiada podobną wiedzę co osoby heteroseksualne. Możliwe, że niektóre kampanie reklamowe producentów wyrobów tytoniowych skierowane są właśnie do tej grupy odbiorców.

### Choroby sercowo-naczyniowe
Populacja LGB jest w grupie ryzyka chorób sercowo-naczyniowych; być może wiąże się to z częstszym paleniem papierosów oraz otyłością.

### Zdrowie psychiczne
W 2008 przedstawiono w „BMC Psychiatry” przegląd badań naukowych dotyczących kilku kwestii medycznych osób LGB, opublikowanych pomiędzy styczniem 1966 a kwietniem 2005. Z początkowej liczby 13706 badań wybrano 476 zawierających potencjalnie istotne informacje, z których 25 spełniało co najmniej jedno kryterium postawione przez naukowców. Kryteriami były (1) randomizacja; (2) współczynnik odpowiedzi wyższy niż 60%; (3) badanie w ogólnej populacji (a nie ograniczenie na przykład do młodzieży szkolnej) oraz (4) wielkość populacji – co najmniej 100 LB lub GB. Metaanaliza objęła łącznie 214344 heteroseksualistów i 11971 osób o innych preferencjach seksualnych. Autorzy przeglądu doszli do wniosku, iż osoby LGB w porównaniu do osób heteroseksualnych cechuje większe ryzyko: zaburzeń psychicznych, myśli samobójczych, nadużywania środków psychoaktywnych oraz umyślnego samookaleczenia. Autorzy przeglądu zwrócili uwagę, że o ile większość zaburzeń psychicznych występuje średnio co najmniej 1,5 razy częściej w populacji LGB, a wartości dla obu płci są podobne, to występuje duża przewaga nadużywania środków psychoaktywnych u kobiet LB.
Nie ma żadnych dowodów naukowych, iż przyczyną większej częstości zaburzeń psychicznych wśród LGB jest sama przynależność do grupy LGB – dlatego należy być ostrożnym w wyciąganiu jakichkolwiek związków przyczynowo-skutkowych. Nieznane są mechanizmy powodujące te zaburzenia – prawdopodobnie to stygmatyzacja, dyskryminacja i uprzedzenie, które większość osób LGB doświadcza, odgrywa główną rolę w zaburzeniach psychicznych i nadużywaniu alkoholu. Niejasna pozostaje jednak przewaga kobiet LB nad mężczyznami GB w nadużywaniu substancji psychoaktywnych.
Badania wskazują, że problemy napotykane od młodości przez osoby LGBT, takie jak zastraszanie, atakowanie i dyskryminacja mogą w znaczącym stopniu przyczynić się do depresji, popełniania samobójstw i innych problemów ze zdrowiem psychicznym w dorosłym życiu.

Tak jak z każdym uprzedzeniem społecznym, uprzedzenie wobec homoseksualności wpływa negatywnie na zdrowie psychiczne, przyczyniając się do trwałego poczucia naznaczenia i głębokiego samokrytycyzmu u osób zorientowanych homoseksualnie poprzez uwewnętrznienie tego uprzedzenia.

Jak pokazały badania statystyczne przeprowadzone w Anglii i Walii geje i lesbijki częściej niż heteroseksualiści korzystają z pomocy psychiatrów (mężczyźni OR 2,9, kobiety OR 2,8).

#### Zaburzenia lękowe
Jakiekolwiek zaburzenia lękowe w ciągu całego życia częściej występują u gejów (RR 2,40, 95% CI 1,72-3,35), ale nie u lesbijek (RR 1,02, 95% CI 0,61-1,70), w porównaniu z heteroseksualną grupą kontrolną. Analiza zaburzeń z ostatniego roku wykazuje przewagę u homoseksualnych mężczyzn oraz kobiet; ze względu na wysoką heterogeniczność (50%) autorzy przeglądu uznali wyniki dla lesbijek za mało przekonujące. Zauważyli jednak, że najlepsze jakościowo badanie spełniające wszystkie 4 kryteria protokołu (patrz wyżej) wykazało częstsze zaburzenia lękowe także u kobiet LB.

#### Depresja
Osoby o orientacji bi- lub homoseksualnej cierpią na depresję średnio 2 razy częściej niż heteroseksualiści (RR 2,03, 95% CI 1,70-2,41).
Według badań przeprowadzonych w Australii (gdzie miało miejsce referendum w kwestii uznania osób LGBT) poddawanie praw osób LGBT plebiscytom wiąże się ze zwiększonymi poziomami strachu, stresu i depresji u osób LGBT.

#### Problemy w szkole
Uważa się, że młodzież LGB ma większe problemy w szkole niż osoby heteroseksualne. Przyczyny takiego stanu dopatrywane są przez badaczy zagadnienia w problemach środowiskowych młodzieży LGBT. Nękanie i przemoc są czynnikami ryzyka przerwania szkoły przez młodzież LGBT.

#### Zaburzenia odżywiania
Jadłowstręt psychiczny i bulimia występują częściej u homoseksualistów i biseksualistów (w przypadku lesbijek wyniki badań są mieszane, w jednym z badań wykazano na przykład, że zapadają na jadłowstręt psychiczny i bulimię z podobną częstością jak w populacji heteroseksualnej, a częściej tylko na przejadanie się na tle psychicznym). Wykazano, że osoby o orientacji innej niż heteroseksualna częściej stosują środki przeczyszczające oraz wywołują wymioty w celu redukcji masy ciała. U biseksualistów oraz osób deklarujących się jako niecałkowici heteroseksualiści częściej występują epizody niekontrolowanego spożywania pokarmów. Do zaburzeń odżywiania predysponowani są szczególnie homoseksualiści i biseksualiści wykorzystywani seksualnie w dzieciństwie.

#### Samookaleczanie
Prawdopodobieństwo celowego uszkodzenia własnego ciała (DSH ang. deliberate self-harm) jest wyższe u homoseksualistów; metaanaliza tych badań generuje niejednoznaczne wyniki – RR 2,29 (95% CI 0,71-7,35). W obu badaniach różnica ryzyka samookaleczenia u homoseksualnych kobiet względem heteroseksualnych była większa niż analogiczna różnica ryzyka u mężczyzn; w podgrupie kobiet oba badania są także bardziej zbieżne ze sobą (95% CI 1,01-1,78).
Zachowania destrukcyjne bezpośrednie (samobójstwo, cięcia itd.) lub pośrednie (ryzyko, używki itd.) są tłumaczone czynnikami wewnętrznymi i zewnętrznymi. Na czynniki zewnętrzne składa się dyskryminacja, uprzedzenia i stygmatyzacja społeczna. Na czynniki wewnętrzne składa się świadomość odmienności w stosunku do większości heteroseksualnej, wstyd i lęk przed okryciem orientacji heteroseksualnej przez innych ludzi. Zwraca się uwagę na konflikt powstały z powodu niemożności posiadania dzieci, powodujący brak realizacji potrzeby osobistej, psychicznej oraz niespełnienie oczekiwań społecznych.

#### Myśli samobójcze
Myśli i tendencje samobójcze w przeciągu całego życia względnie częściej występują u homoseksualistów (RR 2,04, 95% CI 1,57-2,66), przy czym największe ryzyko dotyczy gejów. Przy ograniczeniu do ostatnich 12 miesięcy myśli samobójcze najczęściej dotyczyły lesbijek; ryzyko ich wystąpienia u gejów było mniejsze, choć i tak wyższe niż u heteroseksualistów. Autorzy przeglądu zwrócili uwagę na ograniczenia analizowanych prac naukowych – często zbyt mała populacja oraz jej dobór, ograniczający się czasami tylko do młodych osób, uniemożliwia wyciągnięcie pewnych wniosków.

#### Próby samobójcze
Ryzyko próby samobójczej jest względnie wyższe w populacji LGBT niż w populacji heteroseksualnej, zależność ta dotyczy zwłaszcza mężczyzn. Analiza prób samobójczych z ostatnich 12 miesięcy, inaczej niż dokonanych w ciągu całego życia, wykazuje brak różnic pomiędzy gejami a lesbijkami; przewaga w szansie próby samobójczej nad heteroseksualistami jest podobna (RR 2,56 przy 95% CI 2,26-2,91).
| Badana populacja    | Liczba prób samobójczych homoseksualistów/ Liczba homoseksualistów | Liczba prób samobójczych heteroseksualistów/ Liczba heteroseksualistów | RR (95% CI)      |
| Mężczyźni i kobiety | 564/4845                                                           | 1652/33243                                                             | 2,47 (1,87-3,28) |
| Tylko mężczyźni     | 391/4145                                                           | 1127/30129                                                             | 4,28 (2,32-7,88) |
| Tylko kobiety       | 319/1883                                                           | 575/6226                                                               | 1,82 (1,59-2,09) |

### Umieralność
W badaniu przeprowadzonym w Danii zaobserwowano, że mężczyźni którzy zawarli małżeństwo homoseksualne cechuje większa o 125% umieralność w porównaniu do reszty duńskiej populacji (SMR 2,25). Jednocześnie zauważono, iż po 1996 roku różnica ta znacznie spadła i umieralność jest nieznacznie większa (o 33%) względem reszty społeczeństwa sugerując, iż może to być związane ze skutecznością leków na AIDS. Wśród kobiet żyjących w homoseksualnych związkach małżeńskich stwierdzono o 34% wyższą umieralność w porównaniu do reszty kobiecej populacji. Chociaż konieczne są dalsze badania, to twierdzenia o znacznie wyższej umieralności wśród gejów i lesbijek są nieuzasadnione w oparciu o wyniki tego badania.

## Zdrowie lesbijek i biseksualnych kobiet

### Otyłość
Otyłość i nadwaga występuje częściej u lesbijek niż u kobiet hetero- i biseksualnych. Wśród lesbijek obserwuje się częściej większe zadowolenie z własnego ciała oraz mniejsze postrzeganie siebie jako osoby otyłe.

### Nadużywanie substancji psychoaktywnych
Lesbijki częściej nadużywają alkoholu niż kobiety heteroseksualne. W jednym z badań wykazano, że nadużywanie alkoholu w ciągu całego życia częściej występuje u homo- oraz biseksualnych kobiet, ale nie u mężczyzn, w porównaniu do heteroseksualistów. Analiza poprzednich 12 miesięcy wykazuje nadużywanie zarówno u mężczyzn (RR 1,51) jak i kobiet (RR 4)

### HIV/AIDS
Dane dotyczące zakażenia HIV i AIDS u kobiet LB są bardzo ograniczone, niemniej odnotowano przypadki zakażenia się tym wirusem u lesbijek. Większość lesbijek uważa, że nie znajdują się one w grupie ryzyka infekcji HIV.

### Nowotwory jajnika
Sugeruje się, że kobiety LB mają większe ryzyko zapadnięcia na nowotwory jajnika; zbyt mała liczba badań uniemożliwia wyciągnięcie pewnych wniosków.

### Rak piersi
Kobiety LB mają względnie wyższe ryzyko zapadnięcia na raka sutka (wyższe niż heteroseksualne siostry badanych lesbijek). Różnice wyjaśnia się takimi czynnikami ryzyka jak mniejsza liczba ciąż i związanych z tym zmian hormonalnych, większe spożycie alkoholu, otyłość. Młode lesbijki rzadziej dokonują samobadania piersi, natomiast wykonywanie mammografii nie jest rzadsze niż u heteroseksualistek.

### Rak szyjki macicy
Lesbijki częściej chorują na raka szyjki macicy. Niektórzy błędnie zakładają, że lesbijki nie znajdują się w grupie ryzyka i nie muszą mieć wykonywanego skriningowego testu Pap.

## Zdrowie gejów i biseksualnych mężczyzn

### Nadużywanie substancji psychoaktywnych
Osoby LGBT są bardziej narażone na nadużywanie substancji psychoaktywnych. Badania wskazują na 1,5-krotnie wyższe prawdopodobieństwo uzależnienia od alkoholu i narkotyków wśród lesbijek, gejów i osób biseksualnych w porównaniu z osobami heteroseksualnymi. Szczególnie narażone są lesbijki i kobiety biseksualne, u których ryzyko uzależnienia od alkoholu jest 4-krotnie wyższe, a od narkotyków 3,5-krotnie wyższe niż u kobiet heteroseksualnych. Uczestnicy imprez "circuit party" często zgłaszali używanie alkoholu, ecstasy i ketaminy, a częste używanie tych substancji, a także "poppersów", było związane z ryzykownymi zachowaniami seksualnymi.

### HIV/AIDS
Pierwszą nazwą zaproponowaną dla AIDS było GRID (ang. gay-related immune deficiency – zespół niedoboru odporności gejów). Nazwa ta została zaproponowana w 1982 po tym, jak naukowcy zajmujący się zdrowiem publicznym zauważyli zwiększoną częstość zachorowań na mięsaka Kaposiego i pneumocystowe zapalenie płuc wśród homoseksualnych mężczyzn w Kalifornii i Nowym Jorku. Od czasu wykrycia tych samych objawów u osób chorych na hemofilię, chorobę zaczęto określać jako AIDS.
Mężczyźni mający kontakty seksualne z mężczyznami (MSM) są w grupie wysokiego ryzyka zakażenia HIV (co wykazano np. w Indiach, na Tajwanie, a także w innych rozwiniętych krajach). Różnica w częstości zakażeń HIV w USA pomiędzy grupą MSM a grupą osób heteroseksualnych nie może być wyjaśniona tylko poprzez różnice w ryzykownych zachowaniach seksualnych. Ryzyko zakażenia HIV wśród mężczyzn oferujących usługi seksualne wiąże się w znaczącym stopniu z orientacją seksualną. Homoseksualni mężczyźni oferujący usługi seksualne w Stanach Zjednoczonych mają większe ryzyko zakażenia HIV niż biseksualne czy heteroseksualne osoby oferujące takie usługi. Uważa się, że biseksualiści stanowią główną drogę w przekazywaniu HIV heteroseksualnej populacji; dzieje się tak z powodu dużej liczby partnerów (średnio 7 w ciągu 5 lat; dla heteroseksualisty wartość ta wynosi 2). Polityka antygejowska niektórych krajów sprzyja szerzeniu się zakażeń (brak wykonywania testów na HIV, unikanie służby zdrowia, obecność w związkach małżeńskich u gejów i inne).
W placówce zdrowotnej otworzonej w 2006 dla gejów w Zurychu wykonywano badanie w kierunku HIV – 3,4% testów było pozytywnych. W 2007 roku opublikowanu wyniki kwestionariusza na temat jakości życia wśród Kalifornijczyków, w którym 18% respondetów (gejów, biseksualistów oraz heteroseksualistów mających kontakty homoseksualne) odpowiedziało, że jest zainfekowanych HIV (N=2272 osób). HIV występuje częściej u gejów należących do czarnej rasy człowieka, przy czym nie może być to wyjaśnione jedynie innymi zachowaniami tej grupy.
Badania przeprowadzone wśród mężczyzn zainfekowanych HIV w Londynie pokazały, iż często kontynuują oni ryzykowne zachowania seksualne. Geje, którzy nie są zakażeni HIV wykonują rzadziej badania w kierunku innych chorób przenoszonych drogą płciową (dane z Sydney). W tym samym badaniu zaobserwowano, że w latach 2003–2007 geje coraz częściej badali się w kierunku STI; jednakże w 2007 33% populacji homoseksualistów nie wykonało jeszcze testu na obecność HIV.
Przyczyną 67% zakażeń HIV wśród mężczyzn w USA są kontakty seksualne pomiędzy mężczyznami, zaś odsetek zakażonych w tej grupie wynosi od 16% do 28%, przy czym odsetek ten szybko rośnie z wiekiem badanych (największy w grupie 40-49 lat), zaś 44% badanych nie było świadomych, że są nosicielami. Zakażenia HIV w krajach Europy Zachodniej występują wśród kilku do 26% homoseksualistów i biseksualistów, natomiast w populacji heteroseksualnej wśród 0–7% osób. W Polsce do większości zakażeń dochodzi w środowiskach narkomanów (48% zakażeń), a wśród gejów i biseksualistów płci męskiej do 12,8% zakażeń (przy 19,6% zakażeń na drodze ryzykownych zachowań heteroseksualnych).

#### Ziarnica złośliwa i chłoniaki nieziarnicze
W związku z częstszym zakażeniem HIV u gejów, częściej występuje u nich również ziarnica złośliwa i chłoniaki nieziarnicze.

#### Mięsak Kaposiego
Początkowo częstsze zachorowania na mięsaka Kaposiego (zwłaszcza postać agresywną) wśród gejów były wskaźnikiem AIDS. W latach 1973–1987 zapadalność na mięsaka Kaposiego wśród mężczyzn stanu wolnego w wieku 20–49 lat w San Francisco wzrosła 5000 razy. Agresywna postać mięsaka Kaposiego wśród homoseksualnych mężczyzn chorych na AIDS występowała 20 razy częściej niż u osób chorych na hemofilię i AIDS. Obecnie postać mięsaka Kaposiego związana z AIDS występuje wśród około 2% homoseksualnych mężczyzn chorych na AIDS i jest to częstość podobna do innych grup chorych na AIDS.

#### Leukoplakia
Leukoplakia włochata występuje najczęściej u homoseksualistów zakażonych wirusem HIV, w szczególności palących papierosy.

### Kiła
Pod koniec lat 90. w Stanach Zjednoczonych wystąpił wzrost zachorowalności na kiłę; dotyczy to zwłaszcza mężczyzn GB mających wielu przypadkowych partnerów. 37% nowo zdiagnozowanych mężczyzn chorych na kiłę było zainfekowanych HIV (Connecticut, 2000–2005). Ponadto w populacji GB kiła jest diagnozowana najczęściej u osób używających amfetaminy, sildenafilu oraz u rasy innej niż biała. Wrzód twardy występuje u gejów częściej w odbycie, kanale odbytu i jamie ustnej, dlatego też kiła pierwotna jest rzadziej u nich rozpoznawana niż u mężczyzn heteroseksualnych.

### Inne choroby przenoszone drogą płciową

#### Choroby bakteryjne
Choroby bakteryjne przenoszone drogą płciową i występujące częściej u mężczyzn GB obejmują m.in. rzeżączkę i chlamydiozę (gardła, dróg moczowo-płciowych lub odbytu). Bakteryjne zapalenie pochwy występuje częściej wśród lesbijek.

#### Choroby wirusowe
Choroby wirusowe przenoszone drogą płciową i występujące częściej u homoseksualistów obejmują m.in. HAV, HBV, HDV, HCV (zwłaszcza u mężczyzn HIV+), HPV, ziarniniak pachwinowy. Postuluje się szczepienie przeciwko WZW typu A i B wszystkich mężczyzn uprawiających seks z innymi mężczyznami; szczepienie tej populacji ma także swoje uzasadnienie ekonomiczne. Wydaje się, że homoseksualne kontakty seksualne odgrywają niewielką rolę lub nie mają znaczenia dla przenoszenia zakażenia HCV wśród homoseksualistów.

### Świadomość chorób przenoszonych drogą płciową
Wiedza o mięsaku Kaposiego wśród homoseksualistów jest, zdaniem klinicystów, ciągle zbyt niska (tylko 6,4% wie, że jest on indukowany przez wirus inny niż HIV). Wiedza na temat HPV i raka odbytu jest także bardzo niska; przykładowo 44,8% australijskich gejów nigdy nie słyszało nic na temat HPV.

### Ryzykowne zachowania seksualne
W ostatnich latach XX wieku wzrosła częstotliwość seksu analnego bez zabezpieczeń pomiędzy mężczyznami. Mężczyźni uprawiający seks grupowy robią to często (36%) bez zabezpieczeń z przypadkowymi partnerami (analiza zachowań 436 mężczyzn). Obserwacja trzech lokali w Seattle (2004–2006) wykazała, że 14% mężczyzn uprawiało seks analny bez zabezpieczeń, a 9% z partnerami którzy nie wykonali testu na HIV. Równocześnie 14% badanych zainfekowanych było HIV. Autorzy zwrócili uwagę, że ryzykowne zachowania skorelowane były z używaniem narkotyków lub innych substancji psychoaktywnych. 60% mężczyzn biorących udział w programie PROP (program dla populacji GB zażywającej amfetaminę) uprawiało seks analny bez zabezpieczeń w ciągu dwóch lat. Geje zainfekowani HPV częściej podejmują ryzykowne zachowania seksualne.
Przeanalizowano aktywność seksualną 90 HIV(+) gejów w Londynie – okazało się, że 57% z nich miało więcej niż jednego partnera w ciągu ostatnich 3 miesięcy, a 1/3 stosunków płciowych odbywała się bez zabezpieczeń. Inne badanie wykazało, że mężczyźni z negatywnym wynikiem na HIV najrzadziej korzystają z zabezpieczeń.
Zachowania seksualne populacji MSM podróżujących do popularnych gejowskich miejsc wypoczynkowych może odgrywać dużą rolę w rozprzestrzenianiu się HIV i innych chorób przenoszonych droga płciową; szacuje się, że w samym Key West dochodzi do 200 zakażeń rocznie. Analiza zachowania 207 turystów MSM wykazało, że 33% z nich uprawiało seks analny z osobą poznaną na wakacjach, a 20% z wieloma partnerami. Rola ryzykownych zachowań seksualnych podczas wakacji w rozprzestrzenianiu się HIV jest jednak wciąż niejasna.
Część kobiet LB uważa, że znajdują się one w grupie niskiego ryzyka zakażenia chorobami przenoszonymi drogą płciową (kwestionariusz, dwie grupy po 300 kobiet). Tymczasem istnieje możliwość przenoszenia bakteryjnych chorób wenerycznych u kobiet LB – na przykład poprzez kontakt błon śluzowych lub zabawki erotyczne.
Geje Aborygeni częściej niż inni geje podejmują ryzykowne zachowania seksualne; badacze wiążą to z aspektem socjoekonomicznym.
Choroby przenoszone drogą płciową prawdopodobnie występują rzadziej u homoseksualistów w związkach cywilnoprawnych – wiąże się to prawdopodobnie z mniejszą ilością partnerów u osób pozostających w związkach.

### Rak odbytu
Rak kanału odbytu występuje w populacji GB 17-krotnie częściej – czynnikami ryzyka jest seks analny, infekcja HPV, a także palenie tytoniu, które jest częstsze wśród gejów. Ryzyko wystąpienia raka odbytu jest podwyższone wśród gejów, bez względu na status zakażenia HIV. U HIV(+) homoseksualistów płaskonabłonkowe śródnabłonkowe zmiany odbytu (które mogą przejść w inwazyjnego raka odbytu) występują u 60% mężczyzn i 26% kobiet; są to wartości wyższe niż u seropozytywnych heteroseksualistów. Ryzyko względne wystąpienia raka odbytu u gejów zakażonych HIV wynosi 59,5. Być może w przyszłości cytologia oraz wysokorozdzielcza anoskopia będzie rutynowym badaniem przesiewowym u mężczyzn uprawiających seks z innymi mężczyznami, zwłaszcza HIV(+). Centers for Disease Control and Prevention w oparciu o obecny stan badań nie zaleca wykonywania przesiewowych badań Pap z odbytu (które zalecają niektórzy eksperci).

### Rak prostaty
Przypuszczano, że rak prostaty może być powiązany z orientacją seksualną; ostatecznie wykazano brak takiego związku.

## Zdrowie osób transpłciowych
Operacje korekty płci wiążą się ze szczególnymi kwestiami zdrowotnymi dotyczącymi osób transpłciowych. U trans mężczyzn występują powikłania (pogarszane terapią testosteronem) wynikające z użytych technik operacji mikrochirurgicznych, a także zwężenia i przetoki cewki moczowej. U trans kobiet mogą wystąpić przetoki rektoneowaginalne. Przyjmowanie hormonów wiąże się z działaniami niepożądanymi, takimi jak:
- w przypadku estrogenów: zwiększone ryzyko zakrzepicy, nadciśnienia tętniczego, cukrzycy;
- w przypadku testosteronu: uszkodzenie wątroby, zwiększone ryzyko wystąpienia zawału serca i udaru mózgu[potrzebny przypis].

Istnieje niewiele badań na temat częstości zakażeń HIV wśród populacji osób transseksualnych w Stanach Zjednoczonych, ale dostępne dane wskazują na szacowaną chorobowość w zakresie 14–69%.